# هایمون
هایمون (به یونانی: Άιμον)، در اسطوره‌های یونان، پسر کرئون و همسر آنتیگونه است.
پس از جنگ مخالفان هفت‌گانه تب و کشته شدن پولونیکس به دست برادرش اتئوکلس، کرئون تدفین پولونیکس را ممنوع کرد. آنتیگونه از این فرمان سرپیچی کرد و برادر را به خاک سپرد. کرئون آنتیگونه را به جرم سرپیچی از فرمانش زنده به گور کرد. هایمون نیز از غم آنتیگونه خود را کشت.